# Трегуб, Евгений Захарович

Памятная доска в честь народного художника Украины Е. З. Трегуба на здании в Полтаве

Евгений Захарович Трегу́б (30 декабря 1920, Юрьевка, Гадячский район — 2 августа 1984, Харьков) — украинский советский живописец, график. Народный художник Украинской ССР (с 1983).

## Биография
До 1939 проживал в Полтаве. Участник Великой Отечественной войны.
В 1946—1951 обучался в Харьковском художественном институте, под руководством М. Дерегуса, Е. Светличного, Л. Чернова.
После окончания института преподавал в Харьковском государственном художественном училище (1951—1952), позже до смерти работал в творческой мастерской (1952—1984).
Член харьковской организации Союза художников Украины с 1956.
Участник республиканских, всесоюзных и международных выставок с 1955. Персональные выставки: Харьков−1970, 1986.
Работы хранятся ныне в Харьковском художественном музее, областном художественном музее Луганска и др.

## Награды
- орден «Знак Почёта» (24.11.1960)

## Творчество
Художник-портретист. Создал ряд картин и гравюр на исторические темы, занимался иллюстрациями книг («Варька» (по мотивам рассказа А. Чехова).

## Избранные работы
- «В. И. Ленин и И. В. Луначарский рассматривают портрет Т. Г. Шевченко» (Луганский областной художественный музей).
- «Автопортрет. В лунную ночь»